# Bernhard Kohlreif
Bernhard Kohlreif (* 1605 (oder um 1603) in Gramzow; † 11. Mai 1646 in Prenzlau) war Pfarrer in Prenzlau und Rektor des Gymnasiums zum Grauen Kloster in Berlin.

## Leben und Wirken
Kohlreif wurde um 1605 in Gramzow (Uckermark) als Sohn des dortigen kurfürstlichen Amtmanns (evtl. Amtschreibers) zu Gramzow und Seehausen Matthias Kohlreif und seiner Ehefrau Elisabeth Ritter geboren. 1614 – als Neunjähriger – begann er seine Studien an der Brandenburgischen Universität Frankfurt und führte diese später in Greifswald und Wittenberg fort. 1624 leistete er den Studenteneid. 1633 schloss er seine Studien als Magister in Wittenberg ab. Zunächst als Nachfolger von Johann Berco 1635 Konrektor, wurde er 1639 Rektor des Gymnasiums zum Grauen Kloster in Berlin. Am 18. Dezember 1640 ordiniert, wurde er am 26. Dezember desselben Jahres als Prediger der St.-Petri-Kirche in Cölln eingeführt. Nur ein Jahr später, 1641, wurde er Pfarrer an der Nikolai-Kirche in Prenzlau.
Kohlreif heiratete am 23. August 1640 in Berlin Catharina Paschen – sie heiratete in zweiter Ehe seinen Nachfolger in Prenzlau Peter Thesendorf. Am 11. Mai 1646 starb Kohlreif in Prenzlau.
Sein Sohn Matthias Erasmus Kohlreif (1641–1705) wurde 1664 Konrektor der Lateinschule von Prenzlau und 1669 Rektor der Lateinschule in Neubrandenburg. 1674 wurde er Pastor in Strelitz, 1701 stellvertretender Superintendent in Neubrandenburg. Er war Hofprediger in Güstrow und ab 1701 in Strelitz, ehe er am 4. Februar 1705 in Hinrichshagen starb.